# Нюиттен, Брюно
Брюно Нюиттен (фр. Bruno Nuytten; род. 28 августа 1945, Мелён) — французский кинооператор и режиссёр фламандского происхождения, троекратный лауреат и многократный номинант премии «Сезар».

## Биография
Учился в Институте высших кинематографических исследований (IDHEC) у Гислена Клоке и Рикардо Ароновича. Преподает в Национальной киношколе (La Fémis).
Долгое время был в близких отношениях с Изабель Аджани, в 1979 у них родился сын Барнабе, теперь он певец и музыкант.

## Творчество

### Режиссёрские работы
- 1988 — Камилла Клодель / Camille Claudel (номинация на Золотого медведя Берлинского МКФ, премия «Сезар» за лучший игровой фильм и ещё две номинации на эту премию)
- 1992 — /Albert Souffre
- 2000 — /Passionnément
- 2002 — /Jim, la nuit

### Операторские работы
- 1974 — Вальсирующие (реж. Бертран Блие)
- 1974 — Песня Индии / India Song (реж. Маргерит Дюрас)
- 1974 — /L’Assassin musicien (Бенуа Жако)
- 1976 — Барокко (реж. Андре Тешине, премия Сезар за операторскую работу)
- 1976 — /La Meilleure façon de marcher (реж. Клод Миллер)
- 1976 — Туалет был заперт изнутри / Les vécés étaient fermés de l'interieur (реж. Патрис Леконт)
- 1976 — /Son nom de Venise dans Calcutta désert (реж. Маргерит Дюрас)
- 1977 — /Le Camion (реж. Маргерит Дюрас)
- 1979 — Сёстры Бронте / Les Soeurs Brontë (реж. Андре Тешине, номинация на премию Сезар)
- 1981 — Отель «Америка» / Hôtel des Amériques (реж. Андре Тешине)
- 1981 — /Garde à vue (реж. Клод Миллер, номинация на премию Сезар)
- 1981 — Одержимая бесом / Possession (реж. Анджей Жулавский)
- 1981 — /Un assassin qui passe (реж. Мишель Вьяне)
- 1981 — Брубэйкер / (реж. Стюарт Розенберг)
- 1982 — Приглашение к путешествию / Invitation au voyage (реж. Петер Дель Монте, премия Каннского МКФ за лучшее художественное решение)
- 1983 — Чао, паяц / Tchao pantin (реж. Клод Берри, премия Сезар за операторскую работу)
- 1983 — Пиратка / La Pirate (реж. Жак Дуайон)
- 1983 — Жизнь — это роман / (реж. Ален Рене)
- 1984 — Форт Саган (реж. Ален Корно, номинация на премию Сезар)
- 1984 — / Les Enfants (реж. Маргерит Дюрас)
- 1985 — Детектив / Détective (реж. Жан-Люк Годар)
- 1986 — Жан де Флоретт / (реж. Клод Берри, премия BAFTA за операторскую работу)
- 1986 — Манон с источника / (реж. Клод Берри)